# Nokia Série E

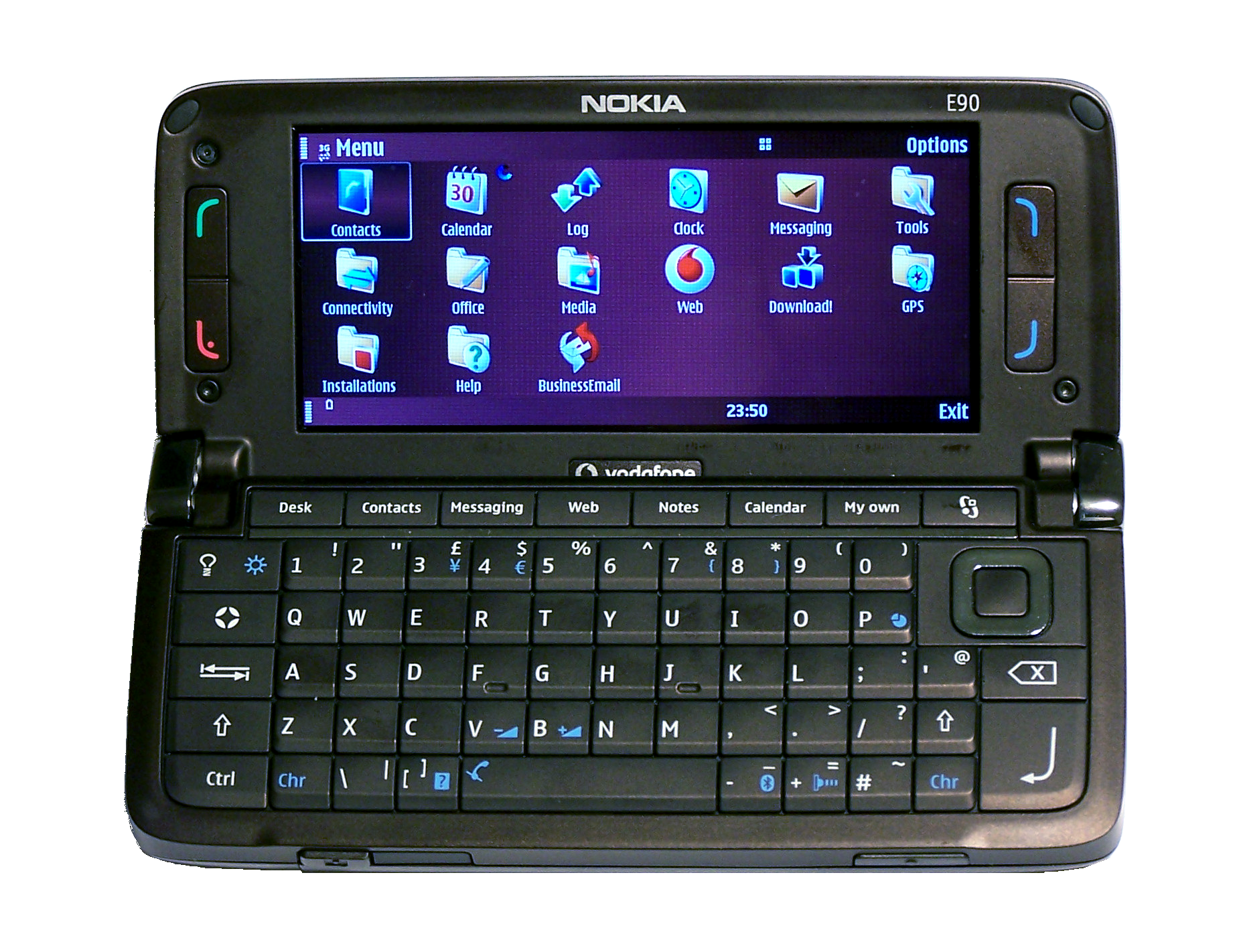
Un Nokia E90 (ouvert).

La Série E est un ensemble de téléphones de Nokia. Ce sont des téléphones pour le business, smartphone avec un support de l'email et du push système. Tous les téléphones ont une suite de traitement de texte. Ils sont tous équipés de Wi-Fi et un client VoIP.

## Dates clefs
- Le 12 octobre 2005, les Nokia E60, Nokia E61 et Nokia E70 sont annoncés.
- Le 18 mai 2006, le Nokia E50 est annoncé.
- Le 12 février 2007, le Nokia E61i, Nokia E65 et Nokia E90 Communicator[1],[2] sont annoncés
- Le 11 avril 2008, Nokia Australie annonce que le Nokia E61i va être remplacé par le Nokia E71 ;
- En juin 2008, Nokia annonce la mise en production du smartphone Nokia E66.